# Jasmin Mecinović
Jasmin Mecinović (macedónul: Јасмин Мециновиќ, Čačak, 1990. október 22. –) macedón labdarúgóhátvéd, jelenleg az FK Podgorica játékosa.

## Pályafutása
2012. augusztus 18-ától az Egri FC játékosa, a szerződése 2015. június 30-áig szól.

## Fordítás
Ez a szócikk részben vagy egészben  a   Jasmin Mecinović című angol Wikipédia-szócikk ezen változatának fordításán alapul.  Az eredeti cikk szerkesztőit annak laptörténete sorolja fel. Ez a jelzés csupán a megfogalmazás eredetét és a szerzői jogokat jelzi, nem szolgál a cikkben szereplő információk forrásmegjelöléseként.